# David Martin (football)
Pour les articles homonymes, voir Martin et David Martin.
David Martin est un footballeur anglais  est né le 22 janvier 1986 à Romford qui joue au poste de gardien de but.

## Carrière
- 2003-2004 : Wimbledon FC  Angleterre (2 matchs)
- 2004-2006 : Milton Keynes Dons  Angleterre (19 matchs)
- 2006-2010 : Liverpool FC  Angleterre (0 match)
- 2007 : → Accrington Stanley  Angleterre (10 matchs)
- 2008-2009 : → Leicester City  Angleterre (25 matchs)
- 2009 : → Tranmere Rovers  Angleterre (3 matchs)
- 2009-2010 : → Leeds United  Angleterre (0 match)
- 2010 : → Derby County  Angleterre (2 matchs)
- 2010-2017 : Milton Keynes Dons  Angleterre (274 matchs)
- 2017-2019 : Millwall FC  Angleterre (11 matchs)
- 2019-2022 : West Ham United  Angleterre